# Posturologia
A posturologia é a área da saúde que estuda a relação entre a postura e patologias.